# Stephen Chirappanath
Stephen Chirappanath (* 26. Dezember 1961 in Puthenchira, Indien) ist ein indischer Geistlicher und ernannter Apostolischer Visitator für die syro-malabarischen Christen in Europa.

## Leben
Stephen Chirappanath empfing am 26. Dezember 1987 das Sakrament der Priesterweihe für die Eparchie Irinjalakuda.
Am 28. Juli 2016 ernannte ihn Papst Franziskus zum Titularbischof von Slebte und bestellte ihn zum Apostolischen Visitator für die syro-malabarischen Christen in Europa.